# Nowa Wieś (gmina Rozprza)
Nowa Wieś – wieś w Polsce położona w województwie łódzkim, w powiecie piotrkowskim, w gminie Rozprza.
W latach 1975–1998 miejscowość należała administracyjnie do województwa piotrkowskiego.
Z Nowej Wsi pochodził arcybiskup Józef Życiński (1948–2011).